# 日本プロカウンセリング協会
一般社団法人日本プロカウンセリング協会（にほんプロカウンセリングきょうかい）は、民間の心理カウンセラーを中心とする心理カウンセラー団体。

## 概要
- 主な目的: 心理カウンセラー養成、資格認定、心理カウンセリングの普及、心理カウンセラーの活動支援、心理カウンセラー地位の向上、心理・人材プログラムの開発等
- 設立: 1984年4月
- 代表理事: 村上武[注 1][1]
- 本部所在地: 大阪府大阪市淀川区西宮原1-8-48-801[2]
  - 本部・支部: 9ヶ所
  - 傘下養成校: 16ヶ所

## 歴史
- 1978年 前身となる頭脳開発研究所開設。
- 1984年 日本プロカウンセリング協会を設立。
- 2004年 内閣府より特定非営利活動法人の設立認証をうけ、NPO化。
- 2009年 法人格をNPO法人から一般社団法人に変更